# Hampton Township
Hampton Township é uma municipalidade localizada no estado norte-americano da Pensilvânia, no Condado de Allegheny.

## Demografia
Segundo o censo norte-americano de 2000, a sua população era de 17.526 habitantes.

## Geografia
De acordo com o United States Census Bureau tem uma área de 41,5 km², dos quais 41,5 km² cobertos por terra e 0,0 km² cobertos por água.

## Localidades na vizinhança
O diagrama seguinte representa as localidades num raio de 12 km ao redor de Hampton Township.